# Zong Kewen
Zong Kewen (chiń. 宗克文; ur. 1922) – chiński dyplomata.
Były ambasador Chińskiej Republiki Ludowej w trzech krajach. Od sierpnia 1971 do marca 1975 roku był ambasadorem w Czechosłowackiej Republice Socjalistycznej. Następnie pełnił urząd ambasadora w Republice Senegalu między lipcem 1978 a czerwcem 1982 roku. Bezpośrednio z Senegalu powołany został na placówkę w Koreańskiej Republice Ludowo-Demokratycznej. Pełnił urząd od sierpnia 1982 do sierpnia 1987.